# Dichromochlamys
Dichromochlamys là một chi thực vật có hoa trong họ Cúc (Asteraceae).

## Loài
Chi Dichromochlamys gồm các loài: